# Мой жених — иностранец
«Мой жених — иностранец» (яп. ダーリンは外国人 Да:рин ва гайкокудзин, англ. My Darling Is A Foreigner) — японский мелодраматический комедийный фильм режиссёра Кадзуаки Уэ. Фильм был снят по мотивам одноимённой манги авторства Саори Огури. Манга основана на личных впечатлениях Огури от отношений со своим американским бойфрендом и впоследствии мужем Тони Ласло. В фильме присутствуют стилизованные под мангу анимационные вставки.

## Сюжет
Сюжет фильма построен на изложении романтической истории японки Саори (Мао Иноуэ) и американца Тони (Джонатан Шерр), на их примере показываются и обыгрываются различные затруднительные ситуации, часто возникающие при тесном общении представителей различных культур с японской.
Саори начинающая иллюстратор-мангака, у неё есть знакомый, иностранец — американец Тони, к которому она испытывает пока неопределённые чувства. Несмотря на то, что Тони довольно сносно говорит на японском, он всё ещё очень многого не понимает в тонкостях языка и японской культуры в целом, и поэтому часто попадает в неловкие ситуации, а также ненароком иногда вовлекает в них и Саори. Но терпение, доверие и возрастающие романтические чувства между Саори и Тони помогают благополучно преодолеть им все межкультурные препятствия и семейные невзгоды на пути к счастливой совместной жизни.

## В ролях
| Актёр         | Роль                                    |
| ------------- | --------------------------------------- |
| Мао Иноуэ     | Саори Огури начинающая мангака          |
| Джонатан Шерр | Тони Ласло жених Саори                  |
| Рёко Кунинака | Мика сестра Саори                       |
| Нахо Тода     | редактор танкобона (работодатель Саори) |
| Дзюн Кунимура | отец Саори                              |
| Синобу Отакэ  | мать Саори                              |
| Такуми Бандо  | супруг сестры Саори                     |